# Antinaturalismo
Antinaturalismo é a oposição a invocações essencialistas da natureza ou de uma ordem natural. É associado ao antiespecismo, antirracismo, feminismo e transumanismo.
A filosofia antinaturalista está intimamente ligada ao movimento francês pelos direitos dos animais e ao feminismo materialista. Também é apoiada por xenofeministas, que afirmam que se a natureza é injusta, deve ser mudada. Defensores notáveis incluem David Olivier e Yves Bonnardel.

## Filosofia
Os antinaturalistas defendem que os meios de controle de seus próprios corpos e ambientes são legítimos inerente e absolutamente. Tais meios incluem: o aborto, a modificação corporal, o divórcio, a contracepção e a cirurgia de redesignação sexual. Tal filosofia contrapõe alguns movimentos ambientalistas radicais, os quais afirmam a sacralidade da natureza e por sua preservação por si só; em lugar, defende que todos os atos humanos são naturais e que a preservação ecológica é importante na medida em que é necessária para o bem-estar dos seres sencientes, e não por causa de algum atributo inerentemente sagrado da natureza como um todo. Yves Bonnardel contrapõe a ideologia naturalista afirmando que essa "anda de mãos dadas e legitima a opressão especista de seres sencientes não humanos", e que usar a lei natural para justificar a reintrodução de animais predadores para controlar populações de outros animais é uma forma de especismo.